# Adam Pelech
Adam Pelech (* 16. August 1994 in Toronto, Ontario) ist ein kanadischer Eishockeyspieler, der seit März 2014 bei den New York Islanders in der National Hockey League (NHL) unter Vertrag steht und dort auf der Position des Verteidigers spielt.

## Karriere
Adam Pelech wurde in Toronto geboren und spielte in seiner Jugend für die prestigeträchtigen Jugendabteilungen der Toronto Marlboros in den regionalen Juniorenligen. 2010 wurde er an 22. Position der Priority Selection der Ontario Hockey League (OHL) von den Erie Otters ausgewählt, für die er mit Beginn der Saison 2010/11 auflief. Während seiner Rookie-Saison debütierte er auf internationalem Niveau, als er über den Jahreswechsel mit dem Team Canada Ontario an der World U-17 Hockey Challenge 2011 teilnahm und dort die Goldmedaille gewann. Eine weitere Goldmedaille folgte beim Ivan Hlinka Memorial Tournament 2011 im August 2011. Nach seinem zweiten OHL-Jahr, in dem der Verteidiger auf 20 Scorerpunkte in 44 Spielen kam, nahm er mit der kanadischen U18-Auswahl an der U18-Weltmeisterschaft 2012 teil und errang dort mit dem Team die Bronzemedaille. Darüber hinaus wurde er von der OHL mit der Bobby Smith Trophy und dem Ivan Tennant Memorial Award geehrt, die Spieler mit herausragenden schulischen Leistungen ehren. Anschließend wurde Pelech im NHL Entry Draft 2012 an 65. Position von den New York Islanders ausgewählt, nachdem er zuvor am CHL Top Prospects Game teilgenommen hatte. Vorerst kehrte der Abwehrspieler jedoch für zwei weitere Jahre nach Erie zurück und kam dort in der Saison 2013/14 mit 54 Punkten aus 60 Spielen auf seine beste persönliche Statistik, sodass er ins Second All-Star Team der Liga gewählt wurde. Zudem vertrat er sein Heimatland mit der U20-Nationalmannschaft bei der U20-Weltmeisterschaft 2014 und belegte dort mit dem Team den vierten Platz.
Im März 2014 unterzeichnete Pelech bei den New York Islanders einen auf drei Jahre befristeten Einstiegsvertrag. Erwartungsgemäß wurde er mit Beginn der Spielzeit 2014/15 beim Farmteam der Islanders, den Bridgeport Sound Tigers, in der American Hockey League (AHL) eingesetzt. Dort verbrachte er die gesamte Saison sowie den Beginn der Spielzeit 2015/16, ehe er im November 2015 sein Debüt für die Islanders in der National Hockey League (NHL) gab. Einen Großteil des Jahres fiel Pelech jedoch aufgrund eines im Januar 2016 diagnostizierten Thoracic-outlet-Syndroms aus, aufgrund dessen er operiert werden musste, wobei die erste Rippe sowie Teile der Muskulatur entfernt wurden. Nach mehr als zwei Monaten kehrte der Verteidiger im April in den Kader der Islanders zurück und absolvierte zwei weitere Spiele, sodass er insgesamt auf neun NHL-Einsätze kam. Mit Beginn der Saison 2016/17 kommt Pelech regelmäßig bei den Islanders zu Spielzeit.
Im August 2021 unterzeichnete der Abwehrspieler einen neuen Achtjahresvertrag in New York, der ihm ein durchschnittliches Jahresgehalt von 5,75 Millionen US-Dollar einbringen soll.

## Erfolge und Auszeichnungen
| - 2012 Teilnahme am CHL Top Prospects Game - 2012 Bobby Smith Trophy - 2012 Ivan Tennant Memorial Award | - 2014 OHL Second All-Star Team - 2022 Teilnahme am NHL All-Star Game |

### International
- 2011 Goldmedaille bei der World U-17 Hockey Challenge
- 2011 Goldmedaille beim Ivan Hlinka Memorial Tournament
- 2012 Bronzemedaille bei der U18-Junioren-Weltmeisterschaft

## Karrierestatistik
Stand: Ende der Saison 2024/25

### International
Vertrat Kanada bei:
- World U-17 Hockey Challenge 2011
- Ivan Hlinka Memorial Tournament 2011
- U18-Junioren-Weltmeisterschaft 2012
- U20-Junioren-Weltmeisterschaft 2014

(Legende zur Spielerstatistik: Sp oder GP = absolvierte Spiele; T oder G = erzielte Tore; V oder A = erzielte Assists; Pkt oder Pts = erzielte Scorerpunkte; SM oder PIM = erhaltene Strafminuten; +/− = Plus/Minus-Bilanz; PP = erzielte Überzahltore; SH = erzielte Unterzahltore; GW = erzielte Siegtore; 1 Play-downs/Relegation; Kursiv: Statistik nicht vollständig)

## Persönliches
Seine älteren Brüder Matt und Michael Pelech sind ebenfalls professionelle Eishockeyspieler, die jeweils im NHL Entry Draft ausgewählt wurden. Zudem ist er der Neffe von Mike Gillis, der ebenfalls in der NHL aktiv und zeitweise als General Manager der Vancouver Canucks tätig war.